# Richard Sandoval
Richard „Richie“ Sandoval (* 18. Oktober 1960 in Pomona, Kalifornien; † 22. Juli 2024 in Südkalifornien) war ein US-amerikanischer Boxer mexikanischer Abstammung.

## Kindheit und Jugend
Sandoval wurde in der für gute Boxer (u. a. Shane Mosley) bekannten kalifornischen Stadt Pomona geboren. Sein Bruder Alberto kämpfte in den 1970er Jahren im Bantamgewicht und kämpfte zweimal erfolglos um den Weltmeistertitel. In Pomona traf Sandoval auch auf einen weiteren späteren Weltmeister, Alberto Dávila, der einer seiner besten Freunde wurde.

## Karriere

### Amateur
1979 errang Sandoval im Halbfliegengewicht (-48 kg) die US-amerikanischen Meisterschaften, 1980 wiederholte er diesen Titelgewinn im Fliegengewicht (-51 kg).
1978 nahm Sandoval als 17-Jähriger an den Weltmeisterschaften in Belgrad teil und erreichte im Halbfliegengewicht das Halbfinale, welches er gegen den späteren Silbermedaillengewinner Jorge Hernández, Kuba (4:1), verlor.
Im Jahr darauf kämpfte er sich bis in das Finale der Panamerikanischen Spiele musste sich aber auch diesmal einem Kubaner, Héctor Ramírez (5:0), geschlagen geben.

### Profi
Im November 1980 gab Sandoval sein Profidebüt, und in den ersten 3 Jahren gewann er 23 Kämpfe (18 KO) in Folge. Besondere Erwähnung verdienen hierbei zwei Siege gegen den späteren NABC-Meister Harold Petty. Am 7. April 1984 traf Sandoval auf den amtierenden WBA-Weltmeister im Bantamgewicht Jeff Chandler. In dem auf 15 Runden angesetzten Kampf ging Chandler in der 11. Runde zum ersten Mal in seiner Karriere zu Boden. In der 15. Runde ging er abermals zu Boden, und der Ringrichter brach den Kampf zugunsten Sandovals ab, der damit Weltmeister wurde.
Sandoval verteidigte seinen Titel noch im selben Jahr zweimal. 1986 sollte er den Weltmeistertitel gegen Gaby Canizales verteidigen und ging bereits in der ersten Runde zu Boden. Dies wiederholte sich in der dritten Runde und dreimal in der siebten Runde, was den Ringrichter dazu zwang, den Kampf zu beenden. Kurz nach dem Kampf fiel Sandoval in Ohnmacht, und seine Atmung setzte für drei Minuten aus. Er wurde ins Krankenhaus gebracht, doch sein kritischer Zustand hielt noch für mehrere Tage an. Nach einer lebensrettenden Gehirnoperation erholte sich Sandoval wieder vollständig, musste jedoch seine Karriere beenden.
Er starb am 22. Juli 2024 im Alter von 63 Jahren an den Folgen eines Herzinfarkts im Zuhause seines Sohnes in Südkalifornien.